# Leicester City Football Club 2021-2022
Questa voce raccoglie le informazioni riguardanti il Leicester City Football Club nelle competizioni ufficiali della stagione 2021-2022.

## Stagione
La stagione 2021-22 è stata la centodiciasettesima nella storia del club e la sua cinquantaquattresima stagione nella massima divisione. Questa stagione ha visto il Leicester City partecipare alla Premier League per l'ottava stagione consecutiva, alla FA Cup, alla League Cup e alla finale di Community Shield in ambito nazionale; all'Europa League e alla Conference League in ambito europeo.
Il 7 agosto 2021 affronta il Manchester City campione d'Inghilterra, nella finale di Community Shield, avendo vinto la FA Cup 2020-2021. La partita viene vinta dalle Foxes per 1-0, con un calcio di rigore trasformato all'89 minuto dall'ex Kelechi Ịheanachọ, regalando la seconda Community Shield a 40 anni di distanza dalla prima vittoria.
Il Leicester City fa il suo debutto nella Premier League 2021-2022 in casa contro il Wolverhampton, vincendo 1-0.
Il cammino europeo inizia in Europa League: parte con un pareggio casalingo contro il Napoli, seguito dalla sconfitta esterna contro il Legia Varsavia e la vittoria interna sullo Spartak Mosca. Alla fine della fase a gironi, con 2 vittorie, 2 pareggi e 2 sconfitte, chiude al terzo posto, qualificandosi per gli spareggi di Conference League, nei quali ha affrontato i danesi del Randers, vincendo andata e ritorno. Negli agli ottavi di finale ha incontrato il Rennes: vittoria in casa e sconfitta al ritorno, con parziale di 3-2 che vale il passaggio del turno. Ai quarti di finale, con un pareggio interno ed una vittoria in trasferta, supera il PSV ed approda in semifinale dove viene eliminata dalla Roma, dopo aver pareggiato in casa e perso 1-0 in casa dei giallorossi.
In League Cup la squadra, dopo aver superato Millwall e Brighton, viene eliminata nei quarti di finale ai calci di rigore dal Liverpool, sancendo così la fine del percorso del Leicester nella competizione.
In FA Cup, dopo aver vinto 4-1 in casa nel terzo turno contro il Watford, squadra allenata dal tecnico italiano Claudio Ranieri che ha vinto la Premier League con le Foxes, esce al quarto turno, perdendo 4-1 contro il Nottingham Forest.
Il 22 maggio 2022, con la vittoria interna per 4-1 contro il Southampton, conclude il campionato di Premier League all'8º posto.

## Maglie e sponsor
Lo sponsor tecnico, per la stagione 2021-2022 è Adidas. Dopo 10 anni, cambia lo sponsor ufficiale che compare sulle divise: infatti, lo storico King Power viene sostituito da FBS, una compagnia di trading online; anche per questa stagione Bia Saigon, società controllata dalla ThaiBev, multinazionale thailandese nel campo delle bevande, è Sleeve Sponsor per tutte le divise.
| Casa | Trasferta | Third |

## Organigramma societario
Dal sito Internet ufficiale della società.
Area direttiva
- Presidente:Aiyawatt Srivaddhanaprabha
- Vice presidente: Apichet Srivaddhanaprabha
- Vice presidente: Liu Shilai
- Amministratore delegato: Susan Whelan
- Direttore finanziario: Simon Capper
- Consulente generale: Matthew Phillips

Area organizzativa
- Direttore area sportiva: Jon Rudkin
- Direttore operativo area sportiva: Andrew Neville
- Direttore proprietà ed infrastrutture: Mags Mernagh
- Direttore operativo e resp. sicurezza: Kevin Barclay

Area comunicazione
- Direttore comunicazione: Anthony Herlihy

Area marketing
- Direttore commerciale: Dan Barnett
- Direttore strategia commerciale: Nick Oakley

Area tecnica
- Allenatore: Brendan Rodgers
- Viceallenatore: Chris Davies
- Collaboratore Tecnico: Kolo Touré
- Assistente Tecnico: Glen Driscoll
- Allenatore dei portieri: Mike Stowell
- Assistente Tattico: Adam Sadler
- Magazziniere: Paul McAndrew
- Rapporti con la squadra: Jon Sanders
- Capo osservatori Prima Squadra: Lee Congerton
- Capo osservatori: David Mills

Area sanitaria
- Capo fisioterapista: Dave Rennie
- Fisioterapista: Simon Murphy
- Medico sociale: Ian Patchett
- Massaggiatore: Gary Silk
- Massaggiatore: Reuben Walker
- Osservatore scientifico: Matt Reeves
- Preparatore atletico: Tom Joel
- Preparatore atletico: Mitch Willis
- Capo Analista: Andy Blake
- Analista prep. atl. e performance: Matthew Edge

## Rosa
Rosa aggiornata al 19 aprile 2022..
| N. |                             | Ruolo | Calciatore                   |
| -- | --------------------------- | ----- | ---------------------------- |
| 1  | Danimarca (bandiera)        | P     | Kasper Schmeichel (capitano) |
| 2  | Inghilterra (bandiera)      | D     | James Justin                 |
| 4  | Turchia (bandiera)          | D     | Çağlar Söyüncü               |
| 5  | Inghilterra (bandiera)      | D     | Ryan Bertrand                |
| 6  | Irlanda del Nord (bandiera) | D     | Jonny Evans                  |
| 7  | Inghilterra (bandiera)      | C     | Harvey Barnes                |
| 8  | Belgio (bandiera)           | C     | Youri Tielemans              |
| 9  | Inghilterra (bandiera)      | A     | Jamie Vardy                  |
| 10 | Inghilterra (bandiera)      | C     | James Maddison               |
| 11 | Inghilterra (bandiera)      | C     | Marc Albrighton              |
| 12 | Galles (bandiera)           | P     | Danny Ward                   |
| 14 | Nigeria (bandiera)          | A     | Kelechi Ịheanachọ            |
| 17 | Spagna (bandiera)           | A     | Ayoze Pérez Gutiérrez        |
| 18 | Ghana (bandiera)            | C     | Daniel Amartey               |
| 20 | Inghilterra (bandiera)      | C     | Hamza Choudhury              |
| 21 | Portogallo (bandiera)       | D     | Ricardo Pereira              |
| 22 | Inghilterra (bandiera)      | C     | Kiernan Dewsbury-Hall        |
| 23 | Danimarca (bandiera)        | C     | Jannik Vestergaard           |
| 24 | Francia (bandiera)          | C     | Nampalys Mendy               |
| 25 | Nigeria (bandiera)          | C     | Wilfred Ndidi                |

| N. |                        | Ruolo | Calciatore               |
| -- | ---------------------- | ----- | ------------------------ |
| 26 | Belgio (bandiera)      | C     | Dennis Praet             |
| 27 | Belgio (bandiera)      | D     | Timothy Castagne         |
| 29 | Zambia (bandiera)      | A     | Patson Daka              |
| 32 | Ghana (bandiera)       | C     | Kamal Sowah              |
| 33 | Inghilterra (bandiera) | D     | Luke Thomas              |
| 34 | Croazia (bandiera)     | D     | Filip Benković           |
| 35 | Svizzera (bandiera)    | P     | Eldin Jakupović          |
| 37 | Inghilterra (bandiera) | A     | Ademola Lookman          |
| 38 | Inghilterra (bandiera) | D     | Vontae Daley-Campbell    |
| 41 | Polonia (bandiera)     | P     | Jakub Stolarczyk         |
| 42 | Francia (bandiera)     | C     | Boubakary Soumaré        |
| 45 | Inghilterra (bandiera) | D     | Ben Nelson               |
| 48 | Thailandia (bandiera)  | C     | Thanawat Suengchitthawon |
| 49 | Inghilterra (bandiera) | C     | Kasey McAteer            |
| 51 | Stati Uniti (bandiera) | P     | Chituru Odunze           |
| 53 | Galles (bandiera)      | C     | Oliver Ewing             |
| 54 | Portogallo (bandiera)  | C     | Wanya Marçal-Madivádua   |
| 62 | Inghilterra (bandiera) | C     | Lewis Brunt              |
| 74 | Inghilterra (bandiera) | C     | Sammy Braybrooke         |
| 77 | Inghilterra (bandiera) | C     | Will Alves               |

## Calciomercato

### Sessione estiva(dall'1/7 al 31/8)
| Acquisti | Acquisti              | Acquisti        | Acquisti                 |
| R.       | Nome                  | da              | Modalità                 |
| -------- | --------------------- | --------------- | ------------------------ |
| P        | Daniel Iversen        | Preston N.E.    | fine prestito            |
| P        | Brad Young            | Hartlepool Utd  | definitivo               |
| D        | Filip Benković        | OH Lovanio      | fine prestito            |
| D        | Ryan Bertrand         | Southampton     | svincolato               |
| D        | Mitch Clark           | Port Vale       | fine prestito            |
| D        | Iestyn Hughes         | Manchester Utd  | svincolato               |
| D        | Sam Hughes            | Burton Albion   | fine prestito            |
| D        | Darnell Johnson       | AFC Wimbledon   | fine prestito            |
| D        | Jannik Vestergaard    | Southampton     | definitivo (20,87 mln €) |
| C        | Lewis Brunt           | Aston Villa     | svincolato               |
| C        | Kiernan Dewsbury-Hall | Luton Town      | fine prestito            |
| C        | Ben Grist             | Grimsby Town    | definitivo               |
| C        | Matty James           | Coventry City   | fine prestito            |
| C        | Admiral Muskwe        | Wycombe         | fine prestito            |
| C        | Boubakary Soumaré     | Lilla           | definitivo (20 mln €)    |
| C        | Kamal Sowah           | OH Lovanio      | fine prestito            |
| C        | Callum Wright         | Cheltenham Town | fine prestito            |
| A        | Patson Daka           | RB Lipsia       | definitivo (30 mln €)    |
| A        | Josh Eppiah           | OH Lovanio      | fine prestito            |
| A        | George Hirst          | Rotherham Utd   | fine prestito            |
| A        | Ademola Lookman       | RB Lipsia       | prestito                 |

| Cessioni | Cessioni            | Cessioni               | Cessioni         |
| R.       | Nome                | a                      | Modalità         |
| -------- | ------------------- | ---------------------- | ---------------- |
| P        | Oliver Bosworth     |                        | fine contratto   |
| P        | Daniel Iversen      | Preston N.E.           | rinnovo prestito |
| D        | Mitch Clark         | Accrington Stanley     | definitivo       |
| D        | Christian Fuchs     | Charlotte Independence | definitivo       |
| D        | Sam Hughes          | Burton Albion          | rinnovo prestito |
| D        | Nathan James        | Burnley                | definitivo       |
| D        | Darnell Johnson     | Fleetwood Town         | fine contratto   |
| D        | Wes Morgan          |                        | ritiro           |
| D        | Darragh O'Connor    | Motherwell             | fine contratto   |
| D        | Daniel Obi          |                        | fine contratto   |
| D        | Johnly Yfeko        |                        | fine contratto   |
| C        | Azeem Abdulai       | Swansea City           | fine contratto   |
| C        | Dempsey Arlott-John | Mickleover Sports      | fine contratto   |
| C        | Johnson Gyamfi      | Peterborough Utd       | fine contratto   |
| C        | Viktor Gromek       | Burnley                | definitivo       |
| C        | Adam Leathers       | Wycombe                | fine contratto   |
| C        | Matty James         | Bristol City           | definitivo       |
| C        | Josh Knight         | Peterborough Utd       | definitivo       |
| C        | Thakgalo Leshabela  | Shrewsbury Town        | prestito         |
| C        | Admiral Muskwe      | Luton Town             | definitivo       |
| C        | Layton Ndukwu       |                        | fine contratto   |
| C        | Dennis Praet        | Torino                 | prestito         |
| C        | Tyrese Shade        | Walsall                | prestito         |
| C        | Kamal Sowah         | Club Bruges            | definitivo       |
| C        | Callum Wright       | Cheltenham Town        | rinnovo prestito |
| A        | Rachid Ghezzal      | Beşiktaş               | definitivo       |
| A        | George Hirst        | Portsmouth             | prestito         |
| A        | Cengiz Ünder        | Roma                   | fine prestito    |

### Sessione domestica(dall'1/9 al 17/10)
| Acquisti | Acquisti | Acquisti | Acquisti |
| R.       | Nome     | da       | Modalità |
| -------- | -------- | -------- | -------- |

| Cessioni | Cessioni | Cessioni | Cessioni |
| R.       | Nome     | a        | Modalità |
| -------- | -------- | -------- | -------- |

### Operazioni esterne(dall'1/9 al 2/1)
| Acquisti | Acquisti | Acquisti | Acquisti |
| R.       | Nome     | da       | Modalità |
| -------- | -------- | -------- | -------- |

| Cessioni | Cessioni     | Cessioni   | Cessioni |
| R.       | Nome         | a          | Modalità |
| -------- | ------------ | ---------- | -------- |
| P        | Arlo Doherty | Mickleover | prestito |

### Sessione invernale(dal 3/1 al 31/1)
| Acquisti | Acquisti       | Acquisti | Acquisti   |
| R.       | Nome           | da       | Modalità   |
| -------- | -------------- | -------- | ---------- |
| A        | Amani Richards | Arsenal  | definitivo |

| Cessioni | Cessioni              | Cessioni         | Cessioni                 |
| R.       | Nome                  | a                | Modalità                 |
| -------- | --------------------- | ---------------- | ------------------------ |
| P        | Jakub Stolarczyk      | Dunfermline      | prestito                 |
| D        | Filip Benković        |                  | risoluzione contrattuale |
| D        | Vontae Daley-Campbell | Dundee           | prestito                 |
| D        | Sam Hughes            | Burton Albion    | riscattato               |
| C        | Kasey McAteer         | Forest Green     | prestito                 |
| A        | Josh Eppiah           | Northampton Town | prestito                 |
| A        | Ali Reghba            | CR Belouizdad    | definitivo               |
| A        | Jacob Wakeling        | Barrow           | prestito                 |

### Operazioni esterne(dall'1/2 al 30/6)
| Acquisti | Acquisti | Acquisti | Acquisti |
| R.       | Nome     | da       | Modalità |
| -------- | -------- | -------- | -------- |

| Cessioni | Cessioni | Cessioni | Cessioni |
| R.       | Nome     | a        | Modalità |
| -------- | -------- | -------- | -------- |

## Risultati

### Premier League

#### Girone di andata
| Arbitro: | Pawson (South Yorkshire) |

|           |           |  |
| Vardy 41’ | Marcatori |  |

| Arbitro: | Oliver (Northumberland) |

|                                           |           |               |
| Fornals 26’ Benrahma 56’ Antonio 80’, 84’ | Marcatori | 69’ Tielemans |

| Arbitro: | Jones (Merseyside) |

|                  |           |                         |
| Pukki 44’ (rig.) | Marcatori | 8’ Vardy 76’ Albrighton |

| Arbitro: | Tierney (Lancashire) |

|  |           |              |
|  | Marcatori | 62’ B. Silva |

| Arbitro: | Attwell (Warwickshire) |

|                               |           |          |
| Maupay 35’ (rig.) Welbeck 50’ | Marcatori | 8’ Vardy |

| Arbitro: | Kavanagh (Lancashire) |

|                |           |                             |
| Vardy 37’, 85’ | Marcatori | 12’ (aut.) Vardy 40’ Cornet |

| Arbitro: | Taylor (Cheshire) |

|                       |           |                         |
| Olise 61’ Schlupp 72’ | Marcatori | 31’ Ịheanachọ 37’ Vardy |

| Arbitro: | Pawson (South Yorkshire) |

|                                                |           |                            |
| Tielemans 31’ Söyüncü 78’ Vardy 83’ Daka 90+1’ | Marcatori | 19’ Greenwood 82’ Rashford |

| Arbitro: | Hooper (Wiltshire) |

|                       |           |                            |
| Mathias Jørgensen 60’ | Marcatori | 14’ Tielemans 73’ Maddison |

| Arbitro: | Oliver (Northumberland) |

|  |           |                             |
|  | Marcatori | 5’ Magalhães 18’ Smith Rowe |

| Arbitro: | England (South Yorkshire) |

|              |           |            |
| Raphinha 26’ | Marcatori | 28’ Barnes |

| Arbitro: | Tierney (Lancashire) |

|  |           |                                   |
|  | Marcatori | 14’ Rüdiger 28’ Kanté 71’ Pulisic |

| Arbitro: | Madley (West Yorkshire) |

|                                         |           |                            |
| Maddison 16’ Vardy 34’, 42’ Lookman 68’ | Marcatori | 30’ (rig.) King 61’ Dennis |

| Arbitro: | Jones (Merseyside) |

|                       |           |                        |
| Bednarek 3’ Adams 34’ | Marcatori | 22’ Evans 49’ Maddison |

| Arbitro: | Oliver (Merseyside) |

|                |           |            |
| Konsa 17’, 54’ | Marcatori | 14’ Barnes |

| Arbitro: | Bankes (Merseyside) |

|                                                 |           |  |
| Tielemans 38’ (rig.), 81’ Daka 57’ Maddison 85’ | Marcatori |  |

| Arbitro: | Moss (West Yorkshire) |

|                       |           |                                |
| Daka 24’ Maddison 76’ | Marcatori | 38’ Kane 90+5’, 90+7’ Bergwijn |

| Arbitro: | Coote (Nottinghamshire) |

|                   |           |           |
| Richarlison 90+2’ | Marcatori | 5’ Barnes |

| Arbitro: | Kavanagh (Lancashire) |

|                                                                                  |           |                                        |
| De Bruyne 5’ Mahrez 14’ (rig.) Gündoğan 21’ Sterling 25’ (rig.), 87’ Laporte 69’ | Marcatori | 55’ Maddison 59’ Lookman 65’ Ịheanachọ |

#### Girone di ritorno
| Arbitro: | Oliver (Merseyside) |

|             |           |  |
| Lookman 65’ | Marcatori |  |

| Arbitro: | Hooper (Wiltshire) |

|                             |           |  |
| Vardy 54’, 62’ Maddison 70’ | Marcatori |  |

| Arbitro: | Kavanagh (Lancashire) |

|  |           |                        |
|  | Marcatori | 82’ Maddison 90’ Vardy |

| Arbitro: | Atkinson (West Yorkshire) |

|          |           |             |
| Daka 46’ | Marcatori | 82’ Welbeck |

| Arbitro: | Kavanagh (Lancashire) |

|               |           |  |
| Jota 34’, 87’ | Marcatori |  |

| Arbitro: | Oliver (Northumberland) |

|                                          |           |                        |
| Tielemans 45’ (rig.) Ricardo Pereira 57’ | Marcatori | 10’ Bowen 90+1’ Dawson |

| Arbitro: | Pawson (South Yorkshire) |

|                      |           |             |
| Neves 9’ Podence 66’ | Marcatori | 41’ Lookman |

| Arbitro: | Attwell (Warwickshire) |

|            |           |             |
| Alonso 35’ | Marcatori | 6’ Maddison |

| Arbitro: | Coote (Nottinghamshire) |

|            |           |  |
| Barnes 67’ | Marcatori |  |

| Arbitro: | Taylor (Cheshire) |

|                                 |           |  |
| Partey 11’ Lacazette 59’ (rig.) | Marcatori |  |

| Arbitro: | England (South Yorkshire) |

|                           |           |           |
| Castagne 20’ Maddison 33’ | Marcatori | 85’ Wissa |

| Arbitro: | Marriner (West Midlands) |

|          |           |               |
| Fred 66’ | Marcatori | 63’ Ịheanachọ |

| Arbitro: | Jones (Merseyside) |

|                               |           |          |
| Lookman 39’ Dewsbury-Hall 45’ | Marcatori | 65’ Zaha |

| Arbitro: | Gillett |

|                      |           |             |
| Guimarães 30’, 90+5’ | Marcatori | 19’ Lookman |

| Leicester 23 aprile 2022, ore 15:00 BST 34ª giornata | Leicester City          | 0 – 0 referto | Aston Villa | King Power Stadium (32 185 spett.)\| Arbitro: \| Madley (West Yorkshire) \| |
| Arbitro:                                             | Madley (West Yorkshire) |               |             |                                                                             |

| Arbitro: | Moss (West Yorkshire) |

|                       |           |                 |
| Kane 22’ Son 60’, 79’ | Marcatori | 90+1’ Ịheanachọ |

| Arbitro: | Pawson (South Yorkshire) |

|          |           |                          |
| Daka 11’ | Marcatori | 6’ Mykolenko 30’ Holgate |

| Arbitro: | Gillett |

|               |           |                                             |
| João Pedro 6’ | Marcatori | 18’ Maddison 22’, 70’ Vardy 46’, 86’ Barnes |

| Arbitro: | Moss (West Yorkshire) |

|                                         |           |                        |
| Maddison 49’ Vardy 74’ Pérez 81’, 90+6’ | Marcatori | 79’ (rig.) Ward-Prowse |

### FA Cup

#### Turni eliminatori
| Arbitro: | Dean (Wirral) |

|                                                            |           |                |
| Tielemans 7’ (rig.) Maddison 25’ Barnes 54’ Albrighton 85’ | Marcatori | 27’ João Pedro |

| Arbitro: | Tierney (Lancashire) |

|                                                     |           |               |
| Zinckernagel 23’ Johnson 24’ Worrall 32’ Spence 61’ | Marcatori | 40’ Ịheanachọ |

### EFL Cup

#### Turni eliminatori
| Arbitro: | Madley (West Yorkshire) |

|  |           |                           |
|  | Marcatori | 50’ Lookman 88’ Ịheanachọ |

| Arbitro: | Gillett |

|                                      |                      |                                |
| Barnes 6’ Lookman 45+5’              | Marcatori            | 45+3’ Webster 71’ Mwepu        |
| Barnes Maddison Daka Ricardo Pereira | Tiri di rigore 4 – 2 | Groß Maupay Mac Allister Mwepu |

| Arbitro: | Madley (West Yorkshire) |

|                                                       |                      |                                                         |
| Oxlade-Chamberlain 19’ Jota 68’ Minamino 90+5’        | Marcatori            | 9’, 13’ Vardy 33’ Maddison                              |
| Milner Firmino Oxlade-Chamberlain Keïta Minamino Jota | Tiri di rigore 5 – 4 | Tielemans Maddison Albrighton Thomas Ịheanachọ Bertrand |

### UEFA Europa League

#### Fase a gironi
| Arbitro: | Martins |

|                     |           |                  |
| Pérez 9’ Barnes 64’ | Marcatori | 69’, 87’ Osimhen |

| Arbitro: | Bebek |

|            |           |  |
| Emreli 31’ | Marcatori |  |

| Arbitro: | Sidīropoulos |

|                              |           |                         |
| Sobolev 11’, 86’ Larsson 44’ | Marcatori | 45’, 48’, 54’, 79’ Daka |

| Arbitro: | Meler |

|             |           |           |
| Amartey 58’ | Marcatori | 51’ Moses |

| Arbitro: | Aytekin |

|                                 |           |                |
| Daka 11’ Maddison 21’ Ndidi 33’ | Marcatori | 26’ Mladenović |

| Arbitro: | Lahoz |

|                         |           |                             |
| Ounas 4’ Elmas 24’, 53’ | Marcatori | 27’ Evans 33’ Dewsbury-Hall |

### UEFA Europa Conference League

#### Fase a eliminazione diretta
| Arbitro: | Petrescu |

|                                                 |           |              |
| Ndidi 23’ Barnes 49’ Daka 55’ Dewsbury-Hall 74’ | Marcatori | 45’ Mistrati |

| Arbitro: | Peljto |

|          |           |                             |
| Odey 84’ | Marcatori | 2’ Barnes 70’, 74’ Maddison |

| Arbitro: | Grinfeld |

|                                |           |  |
| Albrighton 30’ Ịheanachọ 90+3’ | Marcatori |  |

| Arbitro: | Sidīropoulos |

|                        |           |            |
| Bourigeaud 8’ Tait 76’ | Marcatori | 51’ Fofana |

| Leicester 7 aprile 2022, ore 21:00 CEST Quarti di finale - Andata | Leicester City | 0 – 0 referto | PSV | Leicester City Stadium (31 327 spett.)\| Arbitro: \| Kružliak \| |
| Arbitro:                                                          | Kružliak       |               |     |                                                                  |

| Arbitro: | Bastien |

|            |           |                          |
| Zahavi 27’ | Marcatori | 77’ Maddison 88’ Pereira |

| Arbitro: | del Cerro Grande |

|                    |           |                |
| Mancini 67’ (aut.) | Marcatori | 15’ Pellegrini |

| Arbitro: | Jovanović |

|             |           |  |
| Abraham 11’ | Marcatori |  |

### Community Shield
| Arbitro: | Tierney (Lancashire) |

|                      |           |  |
| Ịheanachọ 89’ (rig.) | Marcatori |  |

## Statistiche

### Statistiche di squadra
Statistiche aggiornate al 24 maggio 2022.
| Competizione      | Punti            | In casa | In casa | In casa | In casa | In casa | In casa | In trasferta | In trasferta | In trasferta | In trasferta | In trasferta | In trasferta | Totale | Totale | Totale | Totale | Totale | Totale | DR  |
| Competizione      | Punti            | G       | V       | N       | P       | Gf      | Gs      | G            | V            | N            | P            | Gf           | Gs           | G      | V      | N      | P      | Gf     | Gs     | DR  |
| ----------------- | ---------------- | ------- | ------- | ------- | ------- | ------- | ------- | ------------ | ------------ | ------------ | ------------ | ------------ | ------------ | ------ | ------ | ------ | ------ | ------ | ------ | --- |
| Premier League    | 52               | 19      | 10      | 4       | 5       | 34      | 23      | 19           | 4            | 6            | 9            | 28           | 36           | 38     | 14     | 10     | 14     | 62     | 59     | +3  |
| FA Cup            | Quarto turno     | 1       | 1       | 0       | 0       | 4       | 1       | 1            | 0            | 0            | 1            | 1            | 4            | 2      | 1      | 0      | 1      | 5      | 5      | 0   |
| Carabao Cup       | Quarti di finale | 1       | 0       | 1       | 0       | 2       | 2       | 2            | 1            | 1            | 0            | 5            | 3            | 3      | 1      | 2      | 0      | 7      | 5      | +2  |
| Europa League     | Fase a gironi    | 3       | 1       | 2       | 0       | 6       | 4       | 3            | 1            | 0            | 2            | 6            | 7            | 6      | 2      | 2      | 2      | 12     | 11     | +1  |
| Conference League | Semifinale       | 4       | 2       | 2       | 0       | 7       | 2       | 4            | 2            | 0            | 2            | 6            | 5            | 8      | 4      | 2      | 2      | 13     | 7      | +6  |
| Community Shield  | Vincitore        | 0       | 0       | 0       | 0       | 0       | 0       | 0            | 0            | 0            | 0            | 0            | 0            | 1      | 1      | 0      | 0      | 1      | 0      | +1  |
| Totale            | -                | 28      | 14      | 9       | 5       | 53      | 32      | 29           | 8            | 7            | 14           | 46           | 55           | 58     | 23     | 16     | 19     | 100    | 87     | +13 |

### Andamento in campionato
| Giornata  | 1 | 2  | 3 | 4 | 5  | 6  | 7  | 8  | 9 | 10 | 11 | 12 | 13 | 14 | 15 | 16 | 17 | 18 | 19 | 20 | 21 | 22 | 23 | 24 | 25 | 26 | 27 | 28 | 29 | 30 | 31 | 32 | 33 | 34 | 35 | 36 | 37 | 38n |
| --------- | - | -- | - | - | -- | -- | -- | -- | - | -- | -- | -- | -- | -- | -- | -- | -- | -- | -- | -- | -- | -- | -- | -- | -- | -- | -- | -- | -- | -- | -- | -- | -- | -- | -- | -- | -- | --- |
| Luogo     | C | T  | T | C | T  | C  | T  | C  | T | C  | T  | C  | C  | T  | T  | C  | C  | T  | T  | C  | C  | T  | C  | T  | C  | T  | T  | C  | T  | C  | T  | C  | T  | C  | T  | C  | T  | C   |
| Risultato | V | P  | V | P | P  | N  | N  | V  | V | P  | N  | P  | V  | N  | P  | V  | P  | N  | P  | V  | V  | V  | N  | P  | N  | P  | N  | V  | P  | V  | N  | V  | P  | N  | P  | P  | V  | V   |
| Posizione | 9 | 12 | 9 | 9 | 12 | 13 | 13 | 11 | 9 | 10 | 12 | 12 | 10 | 8  | 11 | 8  | 10 | 9  | 10 | 10 | 12 | 11 | 11 | 12 | 12 | 12 | 10 | 9  | 9  | 9  | 9  | 10 | 11 | 14 | 10 | 9  | 9  | 8   |

Legenda:

Luogo: C = Casa; T = Trasferta. Risultato: V = Vittoria; N = Pareggio; P = Sconfitta.

### Statistiche dei giocatori
Sono in corsivo i calciatori che hanno lasciato la società a stagione in corso.
| Giocatore           | Premier League | Premier League | Premier League | Premier League | FA Cup Football League Cup | FA Cup Football League Cup | FA Cup Football League Cup | FA Cup Football League Cup | UEFA Europa League UEFA Europa Conference League | UEFA Europa League UEFA Europa Conference League | UEFA Europa League UEFA Europa Conference League | UEFA Europa League UEFA Europa Conference League | Community Shield | Community Shield | Community Shield | Community Shield | Totale   | Totale | Totale      | Totale     |
| Giocatore           | Presenze       | Reti           | Ammonizioni    | Espulsioni     | Presenze                   | Reti                       | Ammonizioni                | Espulsioni                 | Presenze                                         | Reti                                             | Ammonizioni                                      | Espulsioni                                       | Presenze         | Reti             | Ammonizioni      | Espulsioni       | Presenze | Reti   | Ammonizioni | Espulsioni |
| ------------------- | -------------- | -------------- | -------------- | -------------- | -------------------------- | -------------------------- | -------------------------- | -------------------------- | ------------------------------------------------ | ------------------------------------------------ | ------------------------------------------------ | ------------------------------------------------ | ---------------- | ---------------- | ---------------- | ---------------- | -------- | ------ | ----------- | ---------- |
| M. Albrighton       | 17             | 1              | 3              | 0              | 3                          | 1                          | 0                          | 0                          | 10                                               | 1                                                | 2                                                | 0                                                | 1                | 0                | 0                | 0                | 31       | 3      | 5           | 0          |
| W. Alves            | -              | -              | -              | -              | 1                          | 0                          | 0                          | 0                          | -                                                | -                                                | -                                                | -                                                | -                | -                | -                | -                | 1        | 0      | 0           | 0          |
| D. Amartey          | 28             | 0              | 4              | 0              | 2                          | 0                          | 0                          | 0                          | 8                                                | 1                                                | 0                                                | 0                                                | 1                | 0                | 0                | 0                | 39       | 1      | 4           | 0          |
| H. Barnes           | 32             | 6              | 2              | 0              | 3                          | 2                          | 0                          | 0                          | 12                                               | 3                                                | 0                                                | 0                                                | 1                | 0                | 0                | 0                | 48       | 11     | 2           | 0          |
| F. Benković         | -              | -              | -              | -              | -                          | -                          | -                          | -                          | -                                                | -                                                | -                                                | -                                                | -                | -                | -                | -                | -        | -      | -           | -          |
| R. Bertrand         | 4              | 0              | 1              | 0              | 2                          | 0                          | 0                          | 0                          | 4                                                | 0                                                | 0                                                | 0                                                | 1                | 0                | 1                | 0                | 11       | 0      | 2           | 0          |
| S. Braybrooke       | -              | -              | -              | -              | -                          | -                          | -                          | -                          | -                                                | -                                                | -                                                | -                                                | -                | -                | -                | -                | -        | -      | -           | -          |
| L. Brunt            | 1              | 0              | 0              | 0              | 1                          | 0                          | 0                          | 0                          | -                                                | -                                                | -                                                | -                                                | -                | -                | -                | -                | 2        | 0      | 0           | 0          |
| T. Castagne         | 27             | 1              | 1              | 0              | -                          | -                          | -                          | -                          | 9                                                | 0                                                | 1                                                | 0                                                | -                | -                | -                | -                | 36       | 1      | 2           | 0          |
| H. Choudhury        | 6              | 0              | 1              | 0              | 2                          | 0                          | 0                          | 0                          | 4                                                | 0                                                | 0                                                | 0                                                | -                | -                | -                | -                | 12       | 0      | 1           | 0          |
| P. Daka             | 23             | 5              | 0              | 0              | 4                          | 0                          | 0                          | 0                          | 9                                                | 1                                                | 0                                                | 0                                                | 3                | 4                | 0                | 0                | 39       | 10     | 0           | 0          |
| V. Daley-Campbell   | -              | -              | -              | -              | 2                          | 0                          | 1                          | 0                          | -                                                | -                                                | -                                                | -                                                | -                | -                | -                | -                | 2        | 0      | 1           | 0          |
| K. Dewsbury-Hall    | 28             | 1              | 3              | 0              | 4                          | 0                          | 0                          | 0                          | 11                                               | 2                                                | 2                                                | 0                                                | 1                | 0                | 0                | 0                | 44       | 3      | 5           | 0          |
| J. Evans            | 18             | 1              | 3              | 0              | 1                          | 0                          | 0                          | 0                          | 8                                                | 1                                                | 0                                                | 0                                                | -                | -                | -                | -                | 27       | 2      | 3           | 0          |
| O. Ewing            | -              | -              | -              | -              | -                          | -                          | -                          | -                          | -                                                | -                                                | -                                                | -                                                | -                | -                | -                | -                | -        | -      | -           | -          |
| W. Fofana           | 7              | 0              | 2              | 0              | -                          | -                          | -                          | -                          | 5                                                | 1                                                | 1                                                | 0                                                | -                | -                | -                | -                | 12       | 1      | 3           | 0          |
| K. Ịheanachọ        | 26             | 4              | 2              | 0              | 4                          | 2                          | 1                          | 0                          | 12                                               | 1                                                | 1                                                | 0                                                | 1                | 1                | 0                | 0                | 43       | 8      | 4           | 0          |
| E. Jakupović        | -              | -              | -              | -              | -                          | -                          | -                          | -                          | -                                                | -                                                | -                                                | -                                                | -                | -                | -                | -                | -        | -      | -           | -          |
| J. Justin           | 13             | 0              | 0              | 0              | 1                          | 0                          | 0                          | 0                          | 5                                                | 0                                                | 0                                                | 0                                                | -                | -                | -                | -                | 19       | 0      | 0           | 0          |
| A. Lookman          | 26             | 6              | 1              | 0              | 4                          | 2                          | 0                          | 0                          | 12                                               | 0                                                | 0                                                | 0                                                | -                | -                | -                | -                | 42       | 8      | 1           | 0          |
| K. McAteer          | 1              | 0              | 0              | 0              | 1                          | 0                          | 0                          | 0                          | -                                                | -                                                | -                                                | -                                                | -                | -                | -                | -                | 2        | 0      | 0           | 0          |
| J. Maddison         | 35             | 12             | 3              | 0              | 4                          | 2                          | 2                          | 0                          | 13                                               | 4                                                | 3                                                | 0                                                | 1                | 0                | 0                | 0                | 53       | 18     | 8           | 0          |
| W. Marçal-Madivádua | -              | -              | -              | -              | 1                          | 0                          | 0                          | 0                          | -                                                | -                                                | -                                                | -                                                | -                | -                | -                | -                | 1        | 0      | 0           | 0          |
| N. Mendy            | 14             | 0              | 3              | 0              | 1                          | 0                          | 1                          | 0                          | -                                                | -                                                | -                                                | -                                                | -                | -                | -                | -                | 15       | 0      | 4           | 0          |
| B. Nelson           | -              | -              | -              | -              | -                          | -                          | -                          | -                          | -                                                | -                                                | -                                                | -                                                | -                | -                | -                | -                | -        | -      | -           | -          |
| C. Odunze           | -              | -              | -              | -              | -                          | -                          | -                          | -                          | -                                                | -                                                | -                                                | -                                                | -                | -                | -                | -                | -        | -      | -           | -          |
| W. Ndidi            | 19             | 0              | 4              | 0              | 3                          | 0                          | 1                          | 0                          | 8                                                | 2                                                | 1                                                | 1                                                | 1                | 0                | 0                | 0                | 31       | 2      | 6           | 1          |
| R. Pereira          | 14             | 1              | 3              | 0              | 3                          | 0                          | 0                          | 0                          | 6                                                | 1                                                | 1                                                | 0                                                | 1                | 0                | 0                | 0                | 24       | 2      | 4           | 0          |
| A. Pérez            | 14             | 2              | 0              | 1              | 1                          | 0                          | 0                          | 0                          | 9                                                | 1                                                | 0                                                | 0                                                | 1                | 0                | 0                | 0                | 25       | 3      | 0           | 1          |
| D. Praet            | -              | -              | -              | -              | -                          | -                          | -                          | -                          | -                                                | -                                                | -                                                | -                                                | -                | -                | -                | -                | -        | -      | -           | -          |
| K. Schmeichel       | 37             | -58            | 2              | 0              | 1                          | -3                         | 0                          | 0                          | 14                                               | -18                                              | 0                                                | 0                                                | 1                | 0                | 0                | 0                | 53       | -79    | 2           | 0          |
| B. Soumaré          | 19             | 0              | 0              | 0              | 2                          | 0                          | 0                          | 0                          | 7                                                | 0                                                | 2                                                | 0                                                | 3                | 0                | 0                | 0                | 31       | 0      | 2           | 0          |
| Ç. Söyüncü          | 28             | 1              | 5              | 0              | 4                          | 0                          | 0                          | 0                          | 8                                                | 0                                                | 1                                                | 0                                                | 1                | 0                | 0                | 0                | 41       | 1      | 6           | 0          |
| T. Suengchitthawon  | -              | -              | -              | -              | -                          | -                          | -                          | -                          | -                                                | -                                                | -                                                | -                                                | -                | -                | -                | -                | -        | -      | -           | -          |
| K. Sowah            | -              | -              | -              | -              | -                          | -                          | -                          | -                          | -                                                | -                                                | -                                                | -                                                | -                | -                | -                | -                | -        | -      | -           | -          |
| J. Stolarczyk       | -              | -              | -              | -              | -                          | -                          | -                          | -                          | -                                                | -                                                | -                                                | -                                                | -                | -                | -                | -                | -        | -      | -           | -          |
| L. Thomas           | 22             | 0              | 2              | 0              | 4                          | 0                          | 1                          | 0                          | 6                                                | 0                                                | 2                                                | 0                                                | 1                | 0                | 0                | 0                | 33       | 0      | 5           | 0          |
| Y. Tielemans        | 32             | 6              | 3              | 0              | 4                          | 1                          | 0                          | 0                          | 13                                               | 0                                                | 1                                                | 0                                                | 1                | 0                | 0                | 0                | 50       | 7      | 4           | 0          |
| J. Vardy            | 25             | 15             | 2              | 0              | 1                          | 2                          | 0                          | 0                          | 6                                                | 0                                                | 1                                                | 0                                                | 1                | 0                | 0                | 0                | 33       | 17     | 3           | 0          |
| J. Vestergaard      | 10             | 0              | 2              | 0              | 4                          | 0                          | 0                          | 0                          | 6                                                | 0                                                | 1                                                | 0                                                | -                | -                | -                | -                | 20       | 0      | 3           | 0          |
| D. Ward             | 1              | -1             | 0              | 0              | 4                          | -7                         | 0                          | 0                          | -                                                | -                                                | -                                                | -                                                | -                | -                | -                | -                | 5        | -8     | 0           | 0          |